# Miho (Ibaraki)

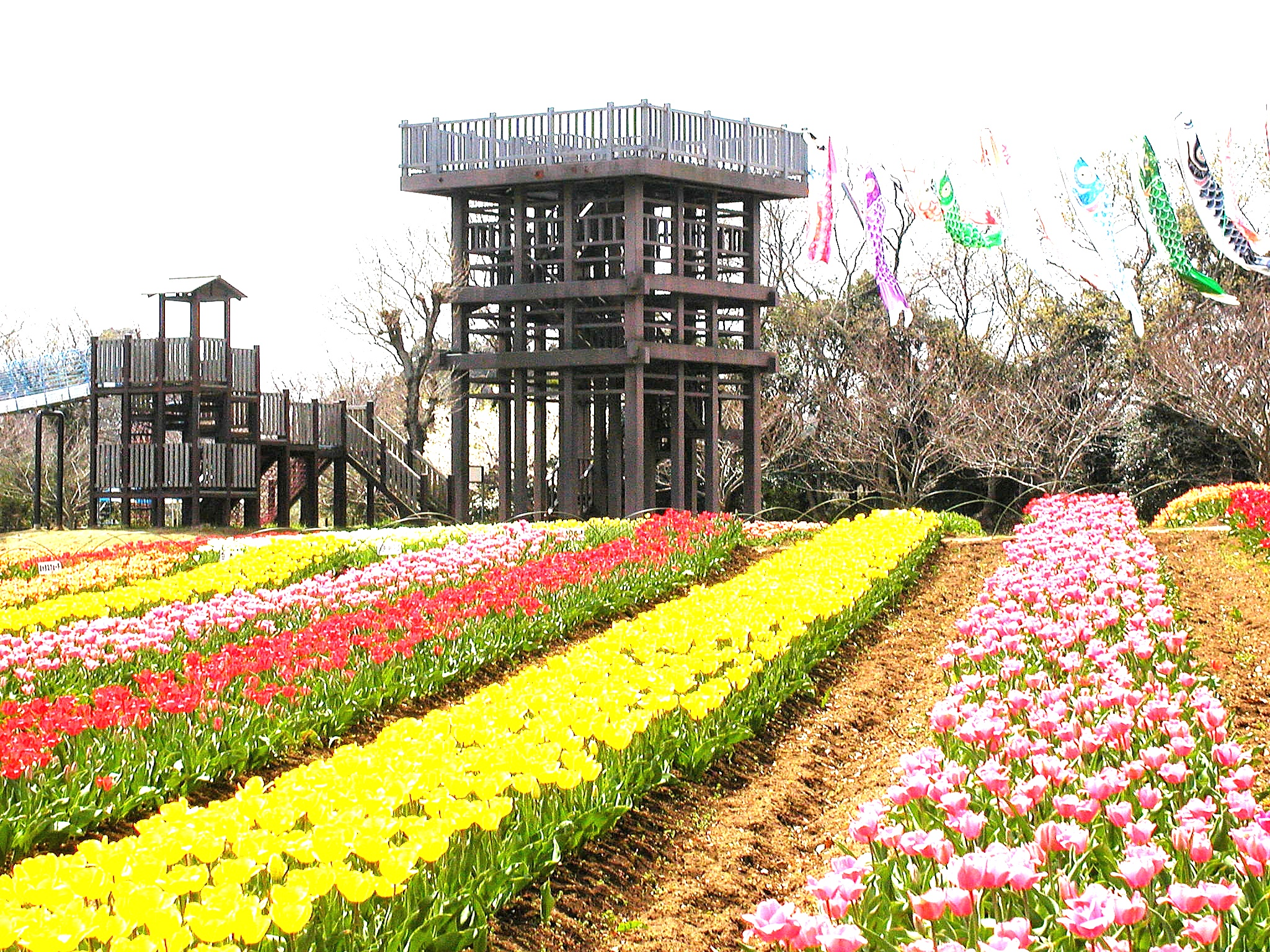
Tulipanes en las ruinas del Castillo Kihara

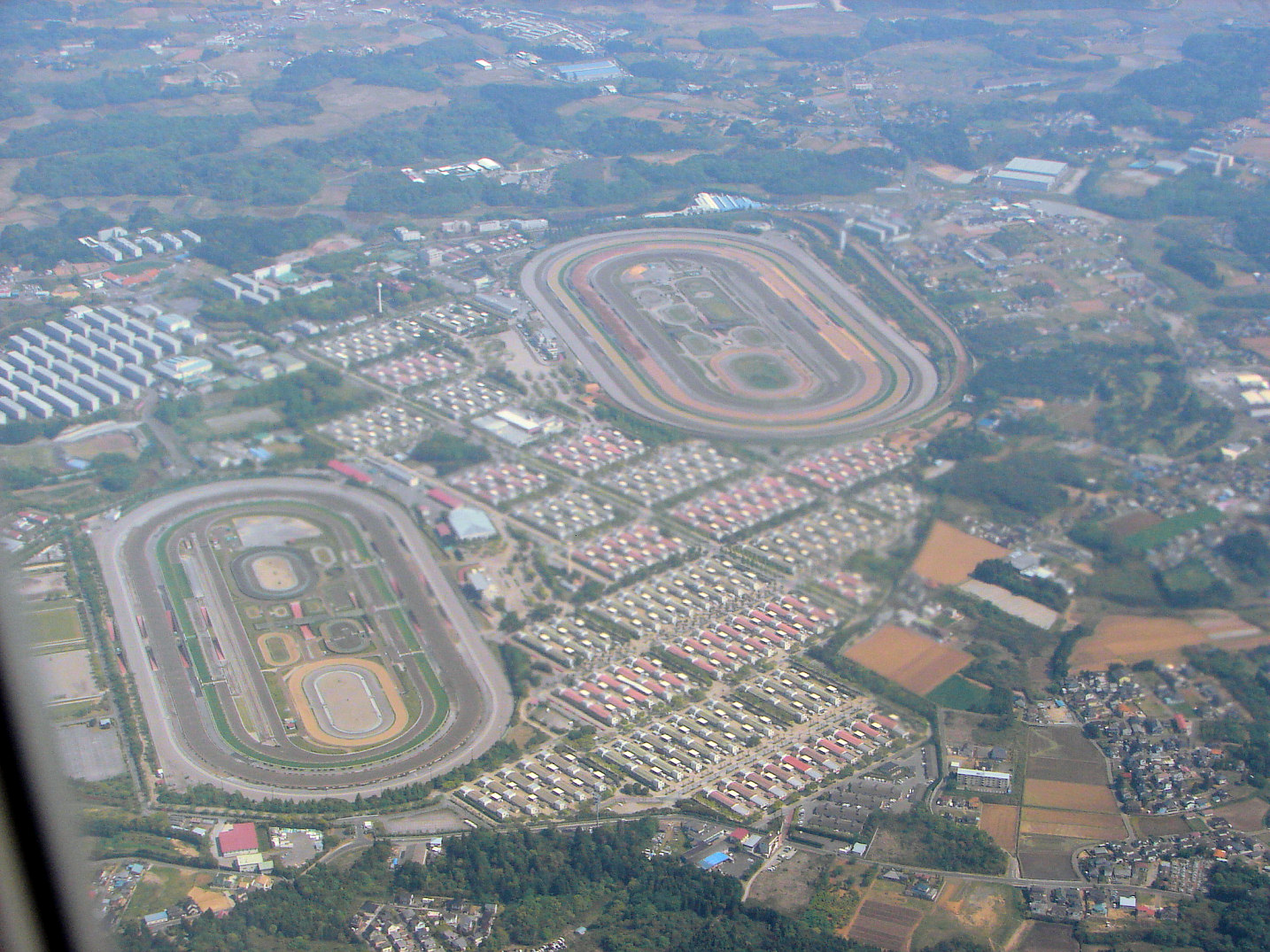
Centro de entrenamiento de caballos en Miho

Miho (美浦村 Miho-mura?) es una villa  situada en el Distrito de Inashiki, de la Prefectura de Ibaraki en Japón. 

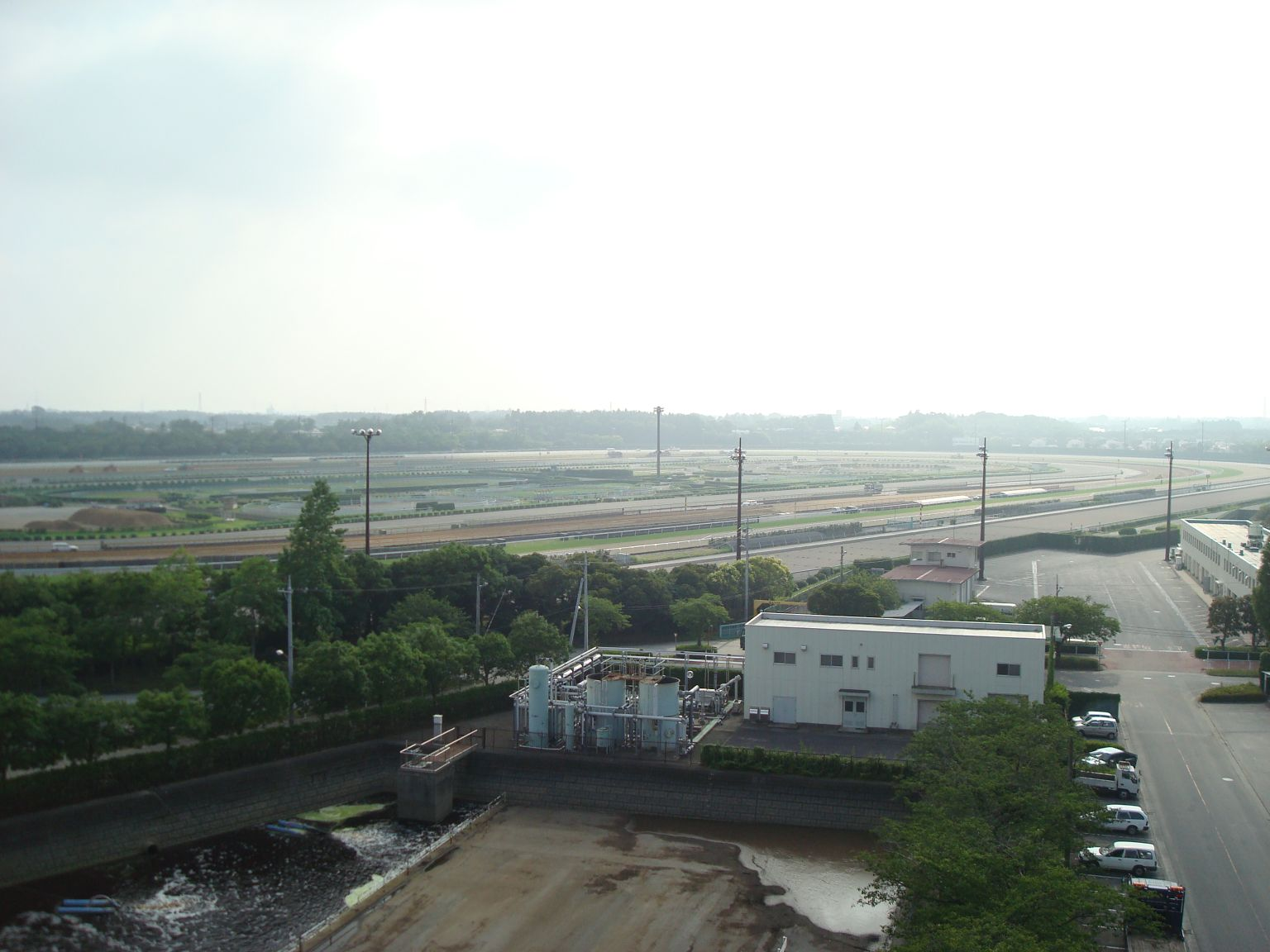
Centro de entrenamiento de caballos

Al 1 de diciembre de 2013 la localidad tenía una de población de 16.371 habitantes y  una densidad poblacional de 246 personas por km².  La superficie total es de 66,57 km².

## Creación de la población
Las villas de Kihara y An-jū  fueron creadas con el establecimiento del sistema de las municipalidades el 1 de abril de 1889.
Las dos localidades se combinaron para formar la villa de Miho el 1 de abril de 1955.

## Geografía
La localidad está ubicada a unos 60 km de la metrópoli de Tokio.
La población se encuentra localizada en la región sureste de la Prefectura de Ibaraki, a orillas del lago Kasumigaura (霞ヶ浦 Kasumigaura ), que es el segundo mayor lago en Japón. 
Su territorio limita al oeste con Ami, al sur con Inashiki y al norte y noreste con el lago Kasumigaura.

## Sitios de interés

### Centro de entrenamiento de caballos
En la localidad de Miho está ubicado un centro de entrenamientos de caballos, inaugurado en 1978. Existen pistas de entrenamiento con diferentes superficies de pista.  Hay aproximadamente 2.300 caballos de carreras estabulados en Miho.  Posee, entre otros, una piscina cubierta. Todos los caballos de carreras JRA (Japan Racing Association) deben registrarse y ser entrenados en los Centro de Entrenamiento de "Miho" o de "Rittō" (栗東市 Rittō-shi) de la Prefectura de Shiga.

### Castillo Kihara
Se puede visitar las ruinas del Castillo Kihara y el sitio alberga el parque Shiroyama, en él se puede observar la floración de los tulipanes en el mes de abril.

## Transporte
A la población la cruza de este a oeste la Ruta Nacional 125 y nace en esta localidad la Ruta Nacional 125 bypass, que la comunican con Ami,  Tsuchiura y Tsukuba al oeste, y al sureste a través de la Ruta Nacional 125 se comunica con las ciudades de Inashiki, Itako, Namegata, Katori (Chiba), entre otras.
A través de la Ruta Prefectural 49 puede empalmar en la ciudad de Inashiki con la Ruta Nacional 408, que la comunica con el Aeropuerto Internacional de Narita en la ciudad de Narita.
En la cercana ciudad de Inashiki se puede empalmar a la autopista Ken-Ō Expressway (圏央道 Ken-Ō Dō), o Metropolitan Inter-City Expressway (首都圏中央連絡自動車道 Shuto-ken Chūō Renraku Jidōsha-dō), a esta autopista tiene acceso por los intercambidores “Inashiki IC” y “Amihigashi IC”, que la comunican con las ciudades de Ushiku y Tsukuba al oeste. En la ciudad de Tsukuba existe el cruce intercambiador “Tsukuba JCT” a la autopista Jōban Expressway que la comunica al norte con la capital de la prefectura la ciudad de Mito y al sur con Tokio.